# Don't Break the Oath
Don't Break the Oath es el segundo álbum de estudio y el último de la banda de heavy metal Mercyful Fate antes de su separación temporal. Fue publicado mundialmente en 1984 bajo el sello discográfico Roadrunner Records, producido enteramente por Hendrik Lund. En 1997 se lanzó una versión remasterizada que contenía un remix inédito. Siendo uno de los álbumes más exitosos de Mercyful Fate, líricamente trata de Satanás y el ocultismo. El sitio web Metal Rules nombró a Don't Break the Oath como el mejor álbum de la historia del metal extremo.
El regreso oficial de Mercyful Fate se dio en 1993 con el álbum de estudio In the Shadows.

## Lista de canciones
Todas las canciones escritas y compuestas por King Diamond, Hank Sherman. 
| Don't Break the Oath |                            |          |  |
| N.º                  | Título                     | Duración |  |
| 1.                   | «A Dangerous Meeting»      | 5:10     |  |
| 2.                   | «Nightmare»                | 6:19     |  |
| 3.                   | «Desecration Of Souls»     | 4:54     |  |
| 4.                   | «Night Of The Unborn»      | 4:59     |  |
| 5.                   | «The Oath»                 | 7:31     |  |
| 6.                   | «Gypsy»                    | 3:08     |  |
| 7.                   | «Welcome Princess Of Hell» | 4:03     |  |
| 8.                   | «To One Far Away»          | 1:31     |  |
| 9.                   | «Come To The Sabbath»      | 5:19     |  |

| Versión remasterizada 1997 |                     |          |  |
| N.º                        | Título              | Duración |  |
| 10.                        | «Death Kiss» (Demo) | 4:32     |  |
| 47:30                      |                     |          |  |

## Integrantes
- King Diamond - voz
- Hank Shermann - guitarra
- Michael Denner - guitarra
- Timi Hansen - bajo
- Kim Ruzz - batería